# Sekundærrute 447
De Sekundærrute 447 is een secundaire weg in Denemarken. De weg loopt van Guldager naar Esbjerg. De Sekundærrute 447 loopt door Zuid-Denemarken en is ongeveer 10 kilometer lang.